# Янса, Вацлав
Вацлав Янса (чеш. Václav Jansa; 22 октября 1859, Мост (Deutsch Schladnig), Австрийская империя (ныне района Мост Устецкого края Чешской Республики) — 29 июня 1913, Черношице) — чешский живописец, пейзажист и иллюстратор.

## Биография
Когда ещё был ребёнком учился рисованию у купца. Мастерству живописи обучался в Академии изобразительных искусств в Праге, где он учился у Антонина Лхоты. Затем обучался в венской академии художеств, где его преподавателями были Эдуард фон Лихтенфельс и Леопольд Карл Мюллер.
Много путешествовал и писал пейзажи, преимущественно, южной Богемии и гор Крконоше.
Вацлав Янса умер 29 июня 1913 года в Черношице и был похоронен на Ольшанском кладбище.
Среди его учеников был, в частности, Властимил Рада.

## Творчество
С 1893 года автор многих акварельных рисунков исторических районов Праги, пражского гетто, Старого и Нового города. Вацлав Янша в конце 1890-х годов написал 150 акварелей, изображающих улицы и здания исчезающей части Праги, ставшие частью коллекции Городского музея. Он также создавал иллюстрации для журналов Золотая Прага (Zlatá Praha) и Светозор (Světozor).
В 1891 году создал диораму с видом Крконошских гор для юбилейной выставки в Праге.
В 1895 году, совместно с М. Алешем и В. Бартонеком, участвовал в создании исторической диорамы «Избиение саксов под Груба-Скала в начале XIII века».
В 1898 году он участвовал в создании панорамы «Битва у Липан» 1434 года.

## Галерея

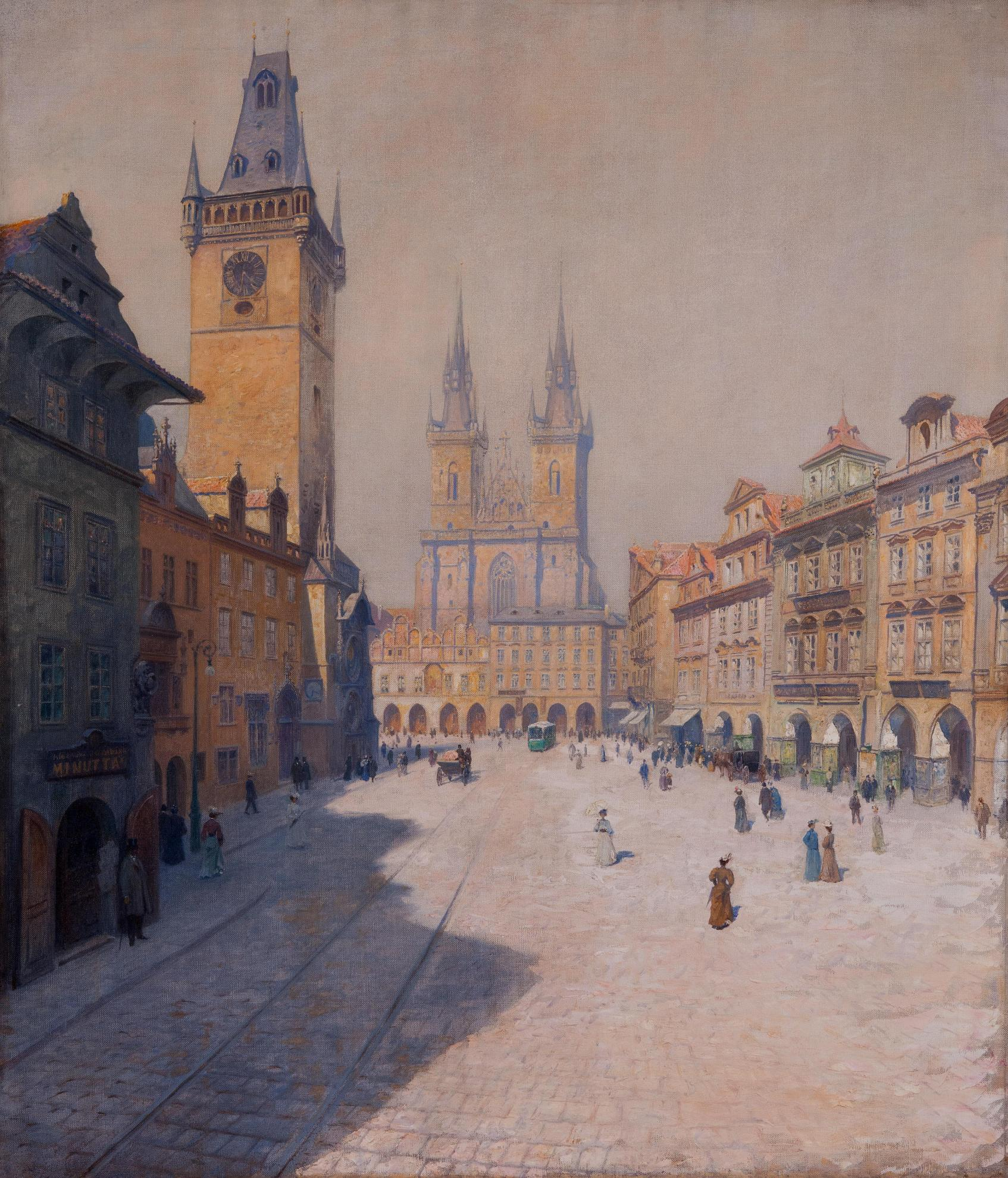
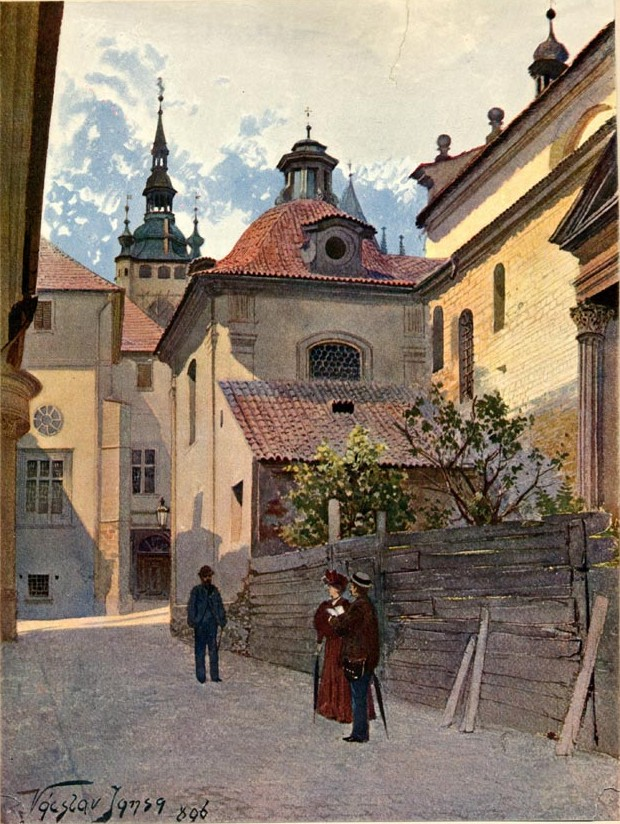
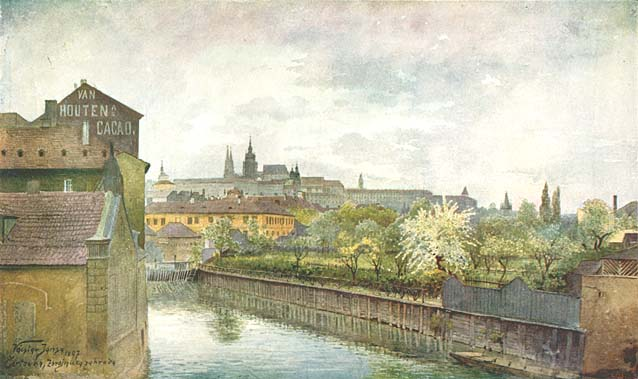
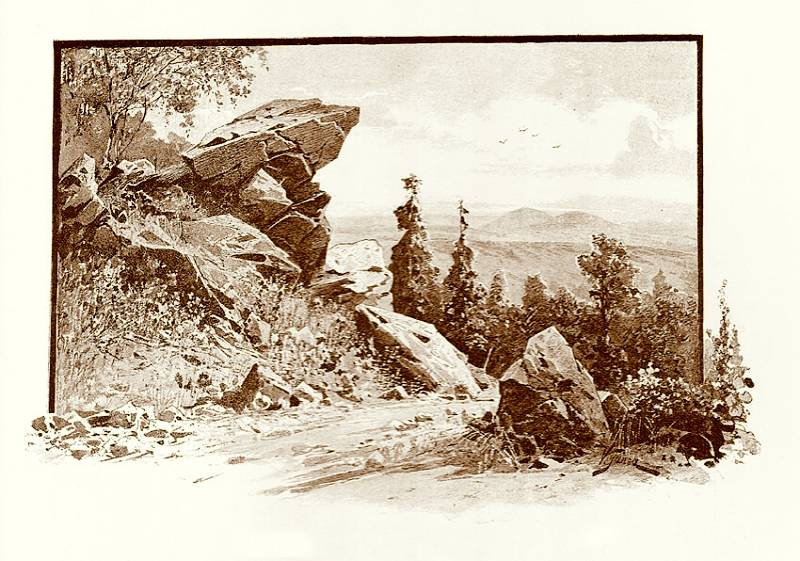